# 구르는 바위, 너에게 아침이 내린다
〈구르는 바위, 너에게 아침이 내린다〉(일본어: 転がる岩、君に朝が降る 고로가루 이와, 기미니 아사가 후루[*])는 일본의 록 밴드 ASIAN KUNG-FU GENERATION의 11번째 싱글이다. 2008년 2월 6일에 발매되었으며, 다섯 번째 정규 음반 《월드 월드 월드》에 수록된 마지막 싱글이다. 이 노래는 2007년 말 대한민국에서 라이브 무대 공연 중에 처음 소개되었다. 이 곡은 2013년 9월 14일 밴드의 10주년 기념 라이브 세트리스트 팬들의 요청에 따라 8위에 올랐다.
'구르는 바위, 너에게 아침이 내린다'의 노래 프레이즈는 가가와현의 국영 사누키 만노 공원에서 행해진 야외 음악 이벤트 MONSTER baSH 2007의 스테이지에서 고토가 즉흥으로 연주하기 시작한 기타 솔로의 아드리브로부터 태어났다.
고토 마사후미의 트윗에 따르면 2007년 7월에 한국에서 펜타포트 락 페스티벌에 갔던 것이 이 곡을 쓰게된 계기였다고 한다. 첫 해외공연이라 별로 환영받지 못할줄 알았는데 많은 사람들이 환영해주어서 놀랐다고 한다.

## 수록곡
전체 작사: 고토 마사후미. 전체 작곡: 고토 마사후미
| #             | 제목                                                                                             | 재생 시간 |
| ------------- | ------------------------------------------------------------------------------------------------ | --------- |
| 1.            | 〈구르는 바위, 너에게 아침이 내린다〉 (転がる岩、君に朝が降る 고로가루 이와, 기미니 아사가 후루) | 4:37      |
| 2.            | 〈에노시마 에스카〉 (江ノ島エスカー 에노시마 에스카)                                             | 2:39      |
| 총 재생 시간: | 총 재생 시간:                                                                                    | 7:16      |

## 차트 순위
| 차트                  | 최고순위 |
| --------------------- | -------- |
| 오리콘 주간 싱글 차트 | 6        |

## 커버
- 결속 밴드 [고토 히토리(아오야마 요시노)] - 2022년 12월 28일 발매 앨범 '결속 밴드'에 수록. TV 애니메이션 《봇치 더 록!》 제12화 엔딩 테마.[6][7]